# Grande Prêmio dos Países Baixos de 2017 (MotoGP)
O Grande Prêmio da MotoGP dos Países Baixos de 2017 ocorreu em 25 de junho.

## Resultados

### Classificação MotoGP
| Pos | Piloto           | Equipe                      | Moto    | Tempo     | Pontos |
| --- | ---------------- | --------------------------- | ------- | --------- | ------ |
| 1   | Valentino Rossi  | Movistar Yamaha MotoGP      | Yamaha  | 41'41.149 | 25     |
| 2   | Danilo Petrucci  | OCTO Pramac Racing          | Ducati  | +0.063    | 20     |
| 3   | Marc Marquez     | Repsol Honda Team           | Honda   | +5.201    | 16     |
| 4   | Cal Crutchlow    | LCR Honda                   | Honda   | +5.243    | 13     |
| 5   | Andrea Dovizioso | Ducati Team                 | Ducati  | +5.327    | 11     |
| 6   | Jack Miller      | EG 0,0 Marc VDS             | Honda   | +23.390   | 10     |
| 7   | Karel Abraham    | Pull&Bear Aspar Team        | Ducati  | +36.982   | 9      |
| 8   | Loris Baz        | Reale Avintia Racing        | Ducati  | +37.058   | 8      |
| 9   | Andrea Iannone   | Team SUZUKI ECSTAR          | Suzuki  | +37.166   | 7      |
| 10  | Aleix Espargaro  | Aprilia Racing Team Gresini | Aprilia | +1'01.929 | 6      |
| 11  | Pol Espargaro    | Red Bull KTM Factory Racing | KTM     | +1'09.384 | 5      |
| 12  | Tito Rabat       | EG 0,0 Marc VDS             | Honda   | +1'10.121 | 4      |
| 13  | Dani Pedrosa     | Repsol Honda Team           | Honda   | +1'10.344 | 3      |
| 14  | Johann Zarco     | Monster Yamaha Tech 3       | Yamaha  | +1'35.655 | 2      |
| 15  | Jorge Lorenzo    | Ducati Team                 | Ducati  | 1 volta   | 1      |
| 16  | Hector Barbera   | Reale Avintia Racing        | Ducati  | 1 volta   | 0      |
| 17  | Alex Rins        | Team SUZUKI ECSTAR          | Suzuki  | 1 volta   | 0      |

### Classificação Moto2
| Pos | Piloto             | Equipe                      | Moto     | Tempo     | Pontos |
| --- | ------------------ | --------------------------- | -------- | --------- | ------ |
| 1   | Franco Morbidelli  | EG 0,0 Marc VDS             | Kalex    | 39'39.120 | 25     |
| 2   | Thomas Luthi       | CarXpert Interwetten        | Kalex    | +0.158    | 20     |
| 3   | Takaaki Nakagami   | IDEMITSU Honda Team Asia    | Kalex    | +0.630    | 16     |
| 4   | Mattia Pasini      | Italtrans Racing Team       | Kalex    | +0.394    | 13     |
| 5   | Miguel Oliveira    | Red Bull KTM Ajo            | KTM      | +0.657    | 11     |
| 6   | Alex Marquez       | EG 0,0 Marc VDS             | Kalex    | +2.774    | 10     |
| 7   | Xavier Simeon      | Tasca Racing Scuderia Moto2 | Kalex    | +6.967    | 9      |
| 8   | Hafizh Syahrin     | Petronas Raceline Malaysia  | Kalex    | +7.027    | 8      |
| 9   | Fabio Quartararo   | Pons HP40                   | Kalex    | +11.089   | 7      |
| 10  | Francesco Bagnaia  | SKY Racing Team VR46        | Kalex    | +11.623   | 6      |
| 11  | Marcel Schrotter   | Dynavolt Intact GP          | Suter    | +14.196   | 5      |
| 12  | Dominique Aegerter | Kiefer Racing               | Suter    | +14.521   | 4      |
| 13  | Brad Binder        | Red Bull KTM Ajo            | KTM      | +18.210   | 3      |
| 14  | Yonny Hernandez    | AGR Team                    | Kalex    | +18.926   | 2      |
| 15  | Jorge Navarro      | Federal Oil Gresini Moto2   | Kalex    | +21.767   | 1      |
| 16  | Remy Gardner       | Tech 3 Racing               | Tech 3   | +22.008   | 0      |
| 17  | Jesko Raffin       | Garage Plus Interwetten     | Kalex    | +22.179   | 0      |
| 18  | Andrea Locatelli   | Italtrans Racing Team       | Kalex    | +32.097   | 0      |
| 19  | Augusto Fernandez  | Speed Up Racing             | Speed Up | +32.231   | 0      |
| 20  | Stefano Manzi      | SKY Racing Team VR46        | Kalex    | +40.349   | 0      |
| 21  | Tetsuta Nagashima  | Teluru SAG Team             | Kalex    | +44.830   | 0      |
| 22  | Axel Pons          | RW Racing GP                | Kalex    | +48.509   | 0      |
| 23  | Iker Lecuona       | Garage Plus Interwetten     | Kalex    | +57.518   | 0      |
| 24  | Edgar Pons         | Pons HP40                   | Kalex    | +1'06.824 | 0      |
| 25  | Tarran Mackenzie   | Kiefer Racing               | Suter    | +1'24.146 | 0      |
| 26  | Khairul Idham Pawi | IDEMITSU Honda Team Asia    | Kalex    | 3 voltas  | 0      |

### Classificação Moto3
| Pos | Piloto                 | Equipe                     | Moto     | Tempo     | Pontos |
| --- | ---------------------- | -------------------------- | -------- | --------- | ------ |
| 1   | Aron Canet             | Estrella Galicia 0,0       | Honda    | 38'20.364 | 25     |
| 2   | Romano Fenati          | Marinelli Rivacold Snipers | Honda    | +0.035    | 20     |
| 3   | John Mcphee            | British Talent Team        | Honda    | +0.117    | 16     |
| 4   | Jorge Martin           | Del Conca Gresini Moto3    | Honda    | +0.310    | 13     |
| 5   | Jules Danilo           | Marinelli Rivacold Snipers | Honda    | +0.532    | 11     |
| 6   | Marcos Ramirez         | Platinum Bay Real Estate   | KTM      | +0.594    | 10     |
| 7   | Gabriel Rodrigo        | RBA BOE Racing Team        | KTM      | +0.651    | 9      |
| 8   | Tatsuki Suzuki         | SIC58 Squadra Corse        | Honda    | +0.679    | 8      |
| 9   | Joan Mir               | Leopard Racing             | Honda    | +0.980    | 7      |
| 10  | Nicolo Bulega          | SKY Racing Team VR46       | KTM      | +6.972    | 6      |
| 11  | Philipp Oettl          | Südmetall Schedl GP Racing | KTM      | +8.196    | 5      |
| 12  | Juanfran Guevara       | RBA BOE Racing Team        | KTM      | +9.200    | 4      |
| 13  | Darryn Binder          | Platinum Bay Real Estate   | KTM      | +10.746   | 3      |
| 14  | Andrea Migno           | SKY Racing Team VR46       | KTM      | +10.890   | 2      |
| 15  | Ayumu Sasaki           | SIC Racing Team            | Honda    | +10.920   | 1      |
| 16  | Marco Bezzecchi        | CIP                        | Mahindra | +16.249   | 0      |
| 17  | Jakub Kornfeil         | Peugeot MC Saxoprint       | Peugeot  | +16.344   | 0      |
| 18  | Nakarin Atiratphuvapat | Honda Team Asia            | Honda    | +16.479   | 0      |
| 19  | Kaito Toba             | Honda Team Asia            | Honda    | +33.845   | 0      |
| 20  | Maria Herrera          | AGR Team                   | KTM      | +34.172   | 0      |
| 21  | Livio Loi              | Leopard Racing             | Honda    | +34.338   | 0      |
| 22  | Patrik Pulkkinen       | Peugeot MC Saxoprint       | Peugeot  | +48.171   | 0      |